# Dzierżoniów
Dzierżoniów [dʑerˈʐɔnʲuf] (anciennement en polonais Rychbach et en allemand Reichenbach) est une ville de Pologne, dans la voïvodie de Basse-Silésie (depuis 1999). Elle s'est située de 1975 à 1998 dans la voïvodie de Wałbrzych. Elle est la capitale du powiat de Dzierżoniów.

## Histoire

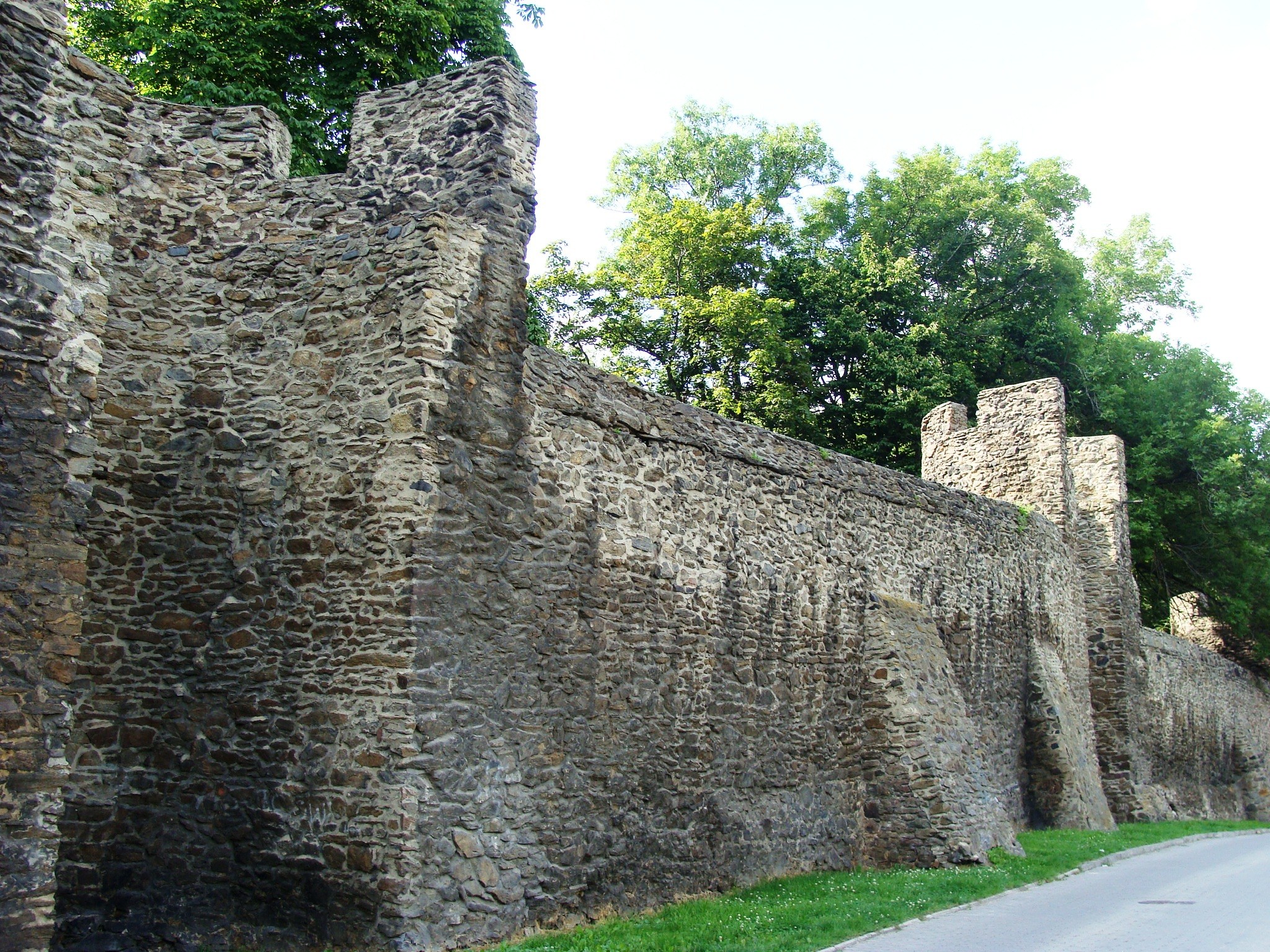
Remparts médiévaux

La ville a été fondée au Moyen Âge pendant la dynastie des Piast en Pologne. Probablement en 1159, Boleslas IV de Pologne fonda la première église de la ville.
Cette ville souffrit beaucoup pendant la guerre de Trente Ans.
En 1742, la ville annexée par le royaume de Prusse. De 1742 à 1945, Reichenbach est le chef-lieu de l'arrondissement de Reichenbach dans le district de Breslau au sein de la province de Silésie.
Lors de la guerre de Sept Ans, les Autrichiens furent défaits près de là par les Prussiens en 1762 à la bataille de Burkersdorf.
En 1790, un congrès réunissant l'Autriche, la Prusse, les Provinces-Unies, et l'Angleterre s'y tint, aboutissant au traité de Reichenbach du 27 juillet 1790 qui vit le rapprochement de l'Autriche et de la Prusse. L'empereur d'Autriche y obtient entre autres le champ libre pour réprimer le soulèvement belge.
Le 22 mai 1813, lors de la campagne de Saxe, des combats y eurent lieu. Le tsar Alexandre Ier de Russie y rencontra ensuite le roi Frédéric-Guillaume III de Prusse, et deux nouveaux traités de Reichenbach furent signés :
- premier traité du 14 juin 1813 : signé entre la Prusse et l'Angleterre, auquel adhère la Russie le lendemain, dans lequel l'Angleterre s’engage à verser 2 millions de livres (deux tiers à la Russie, un tiers à la Prusse), en échange d'un engagement de ces deux pays à ne pas conclure de paix séparée.
- second traité du 27 juin 1813 : par ce traité, l’Autriche s'engage faire siennes les conditions de la Russie et de la Prusse si Napoléon refuse de les accepter. C’est le premier pas vers l’entrée de l’Autriche dans la Sixième Coalition.

Reichenbach fut donnée à la Pologne en 1945 après la Seconde Guerre mondiale, alors que la majorité de ses habitants allemands l'avaient fui. Les derniers Allemands furent ensuite expulsés et remplacés par des Polonais. Jakub Egit avait un plan de fonder une colonie juive dans cette ville pour remplacer les Allemands, et plusieurs survivants de camps de concentration virent s'y installer. Cependant, le plan perdit l'appui de l'Union soviétique, et vers 1950, la plupart des résidents juifs durent immigrer en Israël.
La ville fut renommée Dzierżoniów en 1946 en l'honneur de Jan Dzierżon.

## Monuments historiques
- Église Saint-Georges (pl), gothique
- Église de l'Immaculée-Conception (pl), gothique
- Église Sainte-Marie-Mère-de-l'Église (pl), classicisme
- Église de la Sainte-Trinité (pl), gothique
- Remparts médiévaux
- Ancien monastère augustin
- Statue de saint Jean Népomucène, baroque
- Mairie (Ratusz)
- Le musée de la ville de Dzierżoniów (pl)
- Hôtel Polonia
- Poste de police
- Vieilles maisons et autres

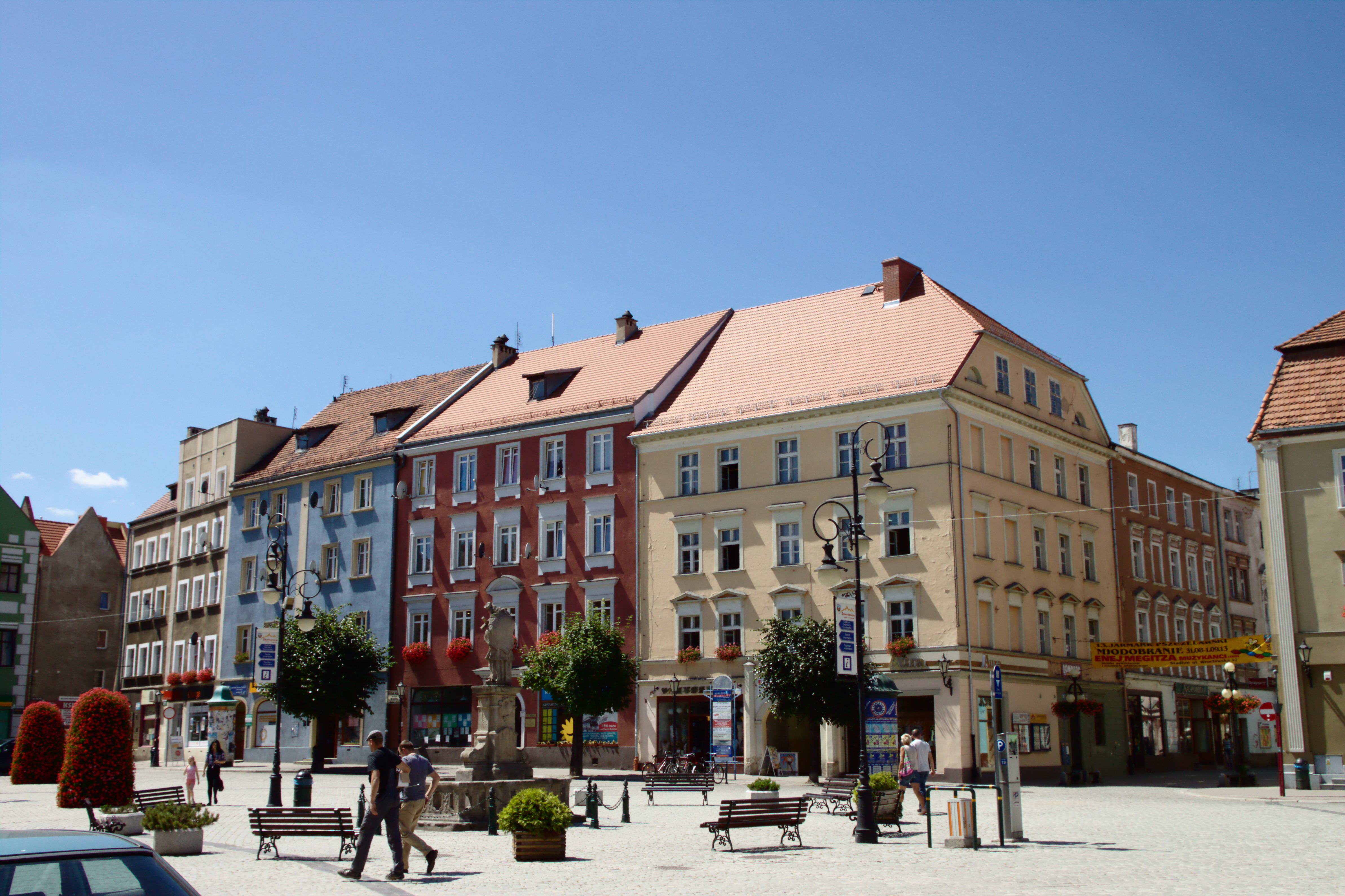
Maisons de la place du Marché
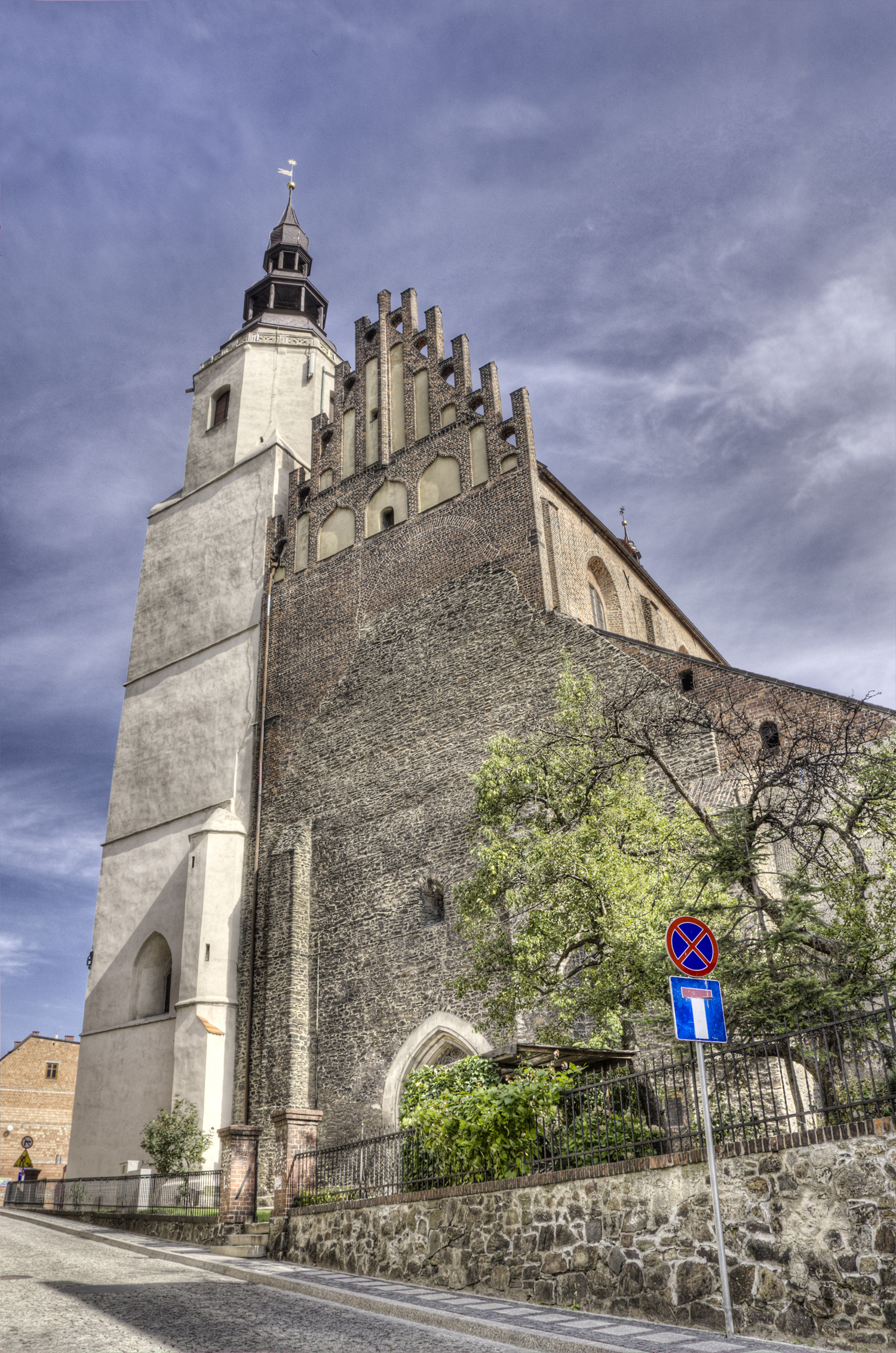
Église Saint-Georges
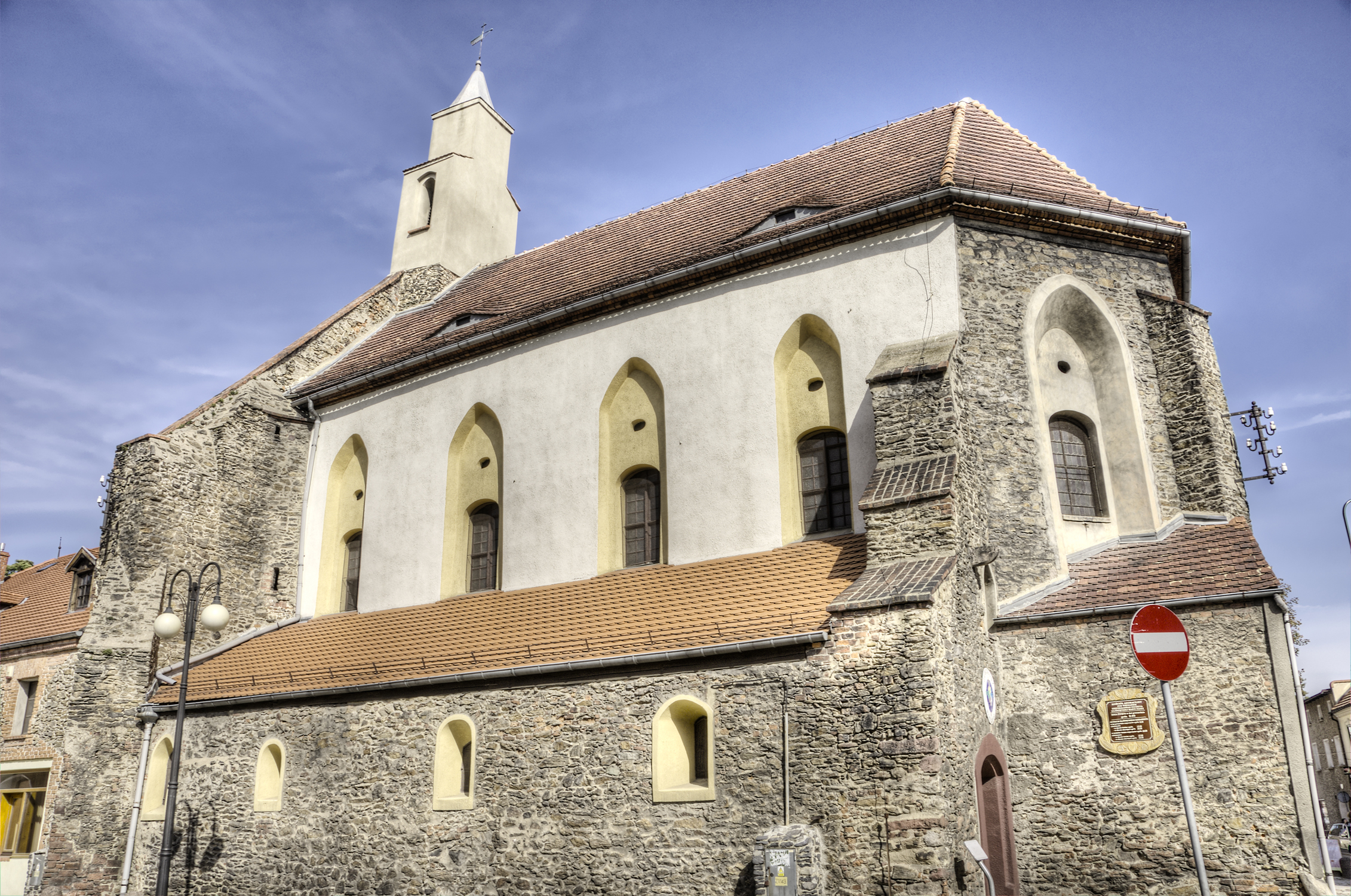
Église de l'Immaculée-Conception
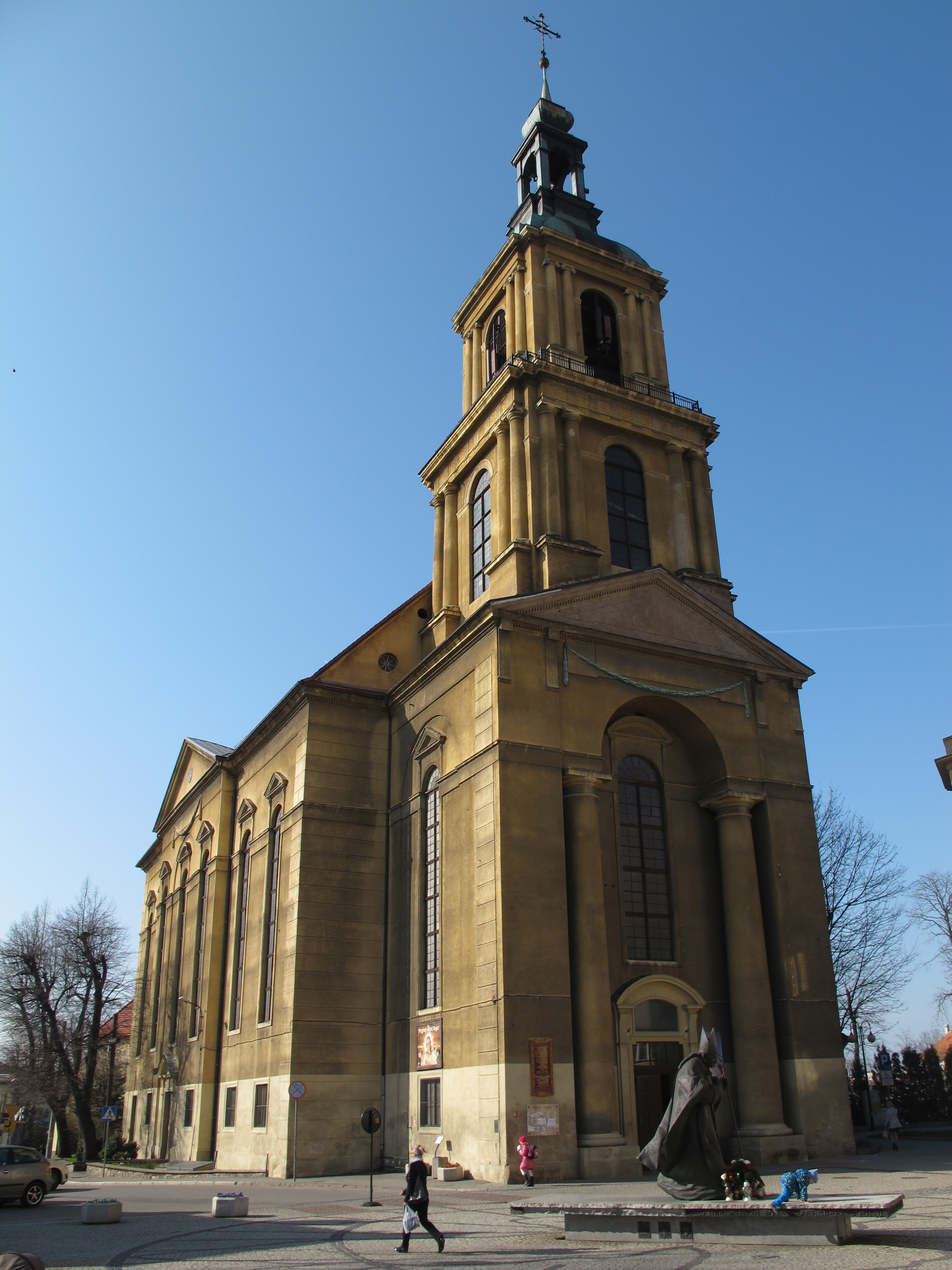
Église de Marie Mère de l'Église
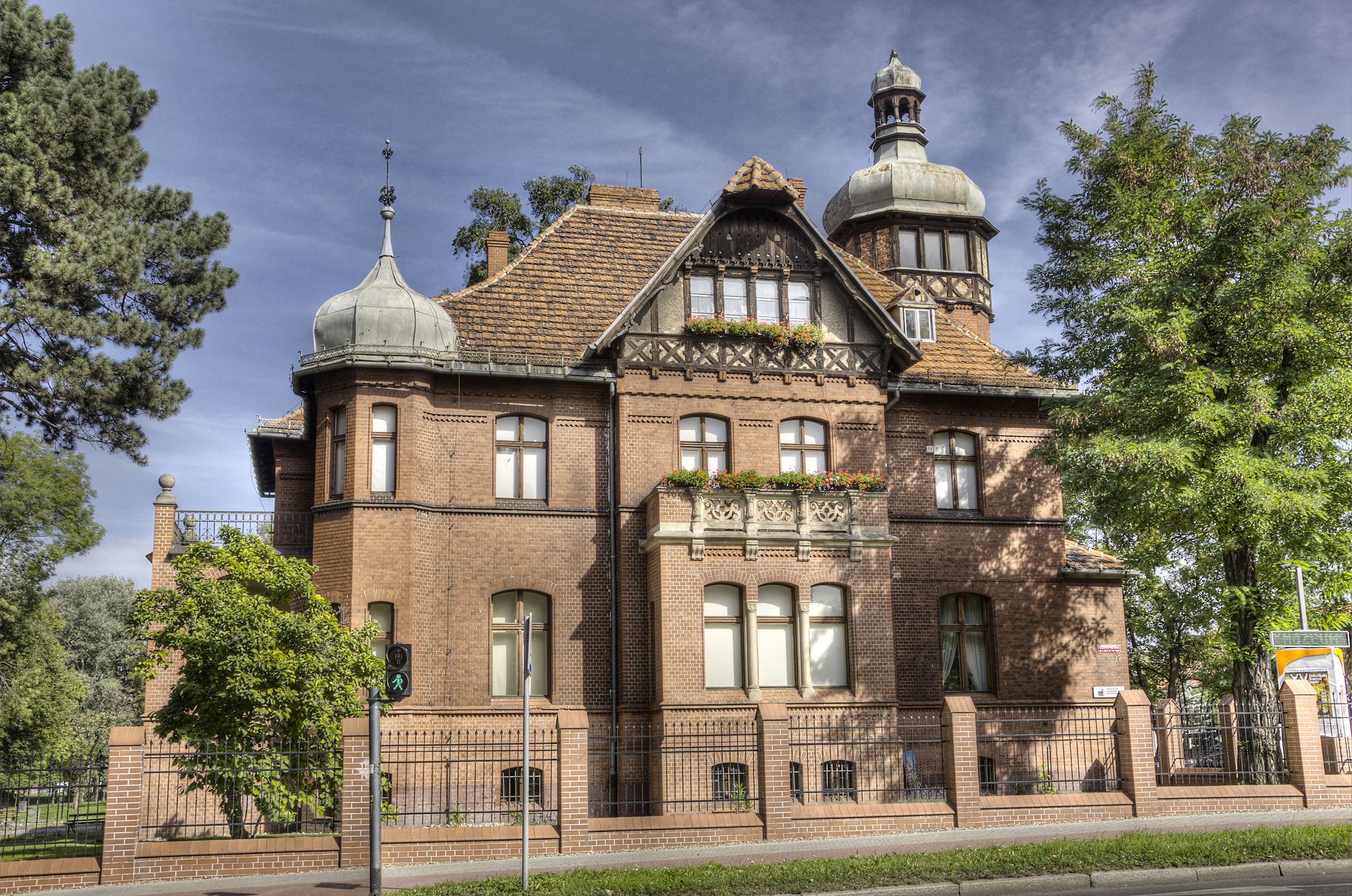
Musée municipal de Dzierżoniów

## Sport
Le club de football le plus important de la ville est Lechia Dzierżoniów (pl).
L'attaquant de l'AC Milan et de l'équipe nationale polonaise Krzysztof Piątek est né à Dzierżoniów. Dans le passé, il a joué à Lechia Dzierżoniów.

## Personnalités liées à la ville
- Robert Brendel (1821-1898), botaniste allemand, y est né.
- Moritz Friebe (1846-1937) est un instructeur né à Dzierżoniów.
- Herbert Giersch (1921-2010) économiste allemand, y est né.

## Jumelages

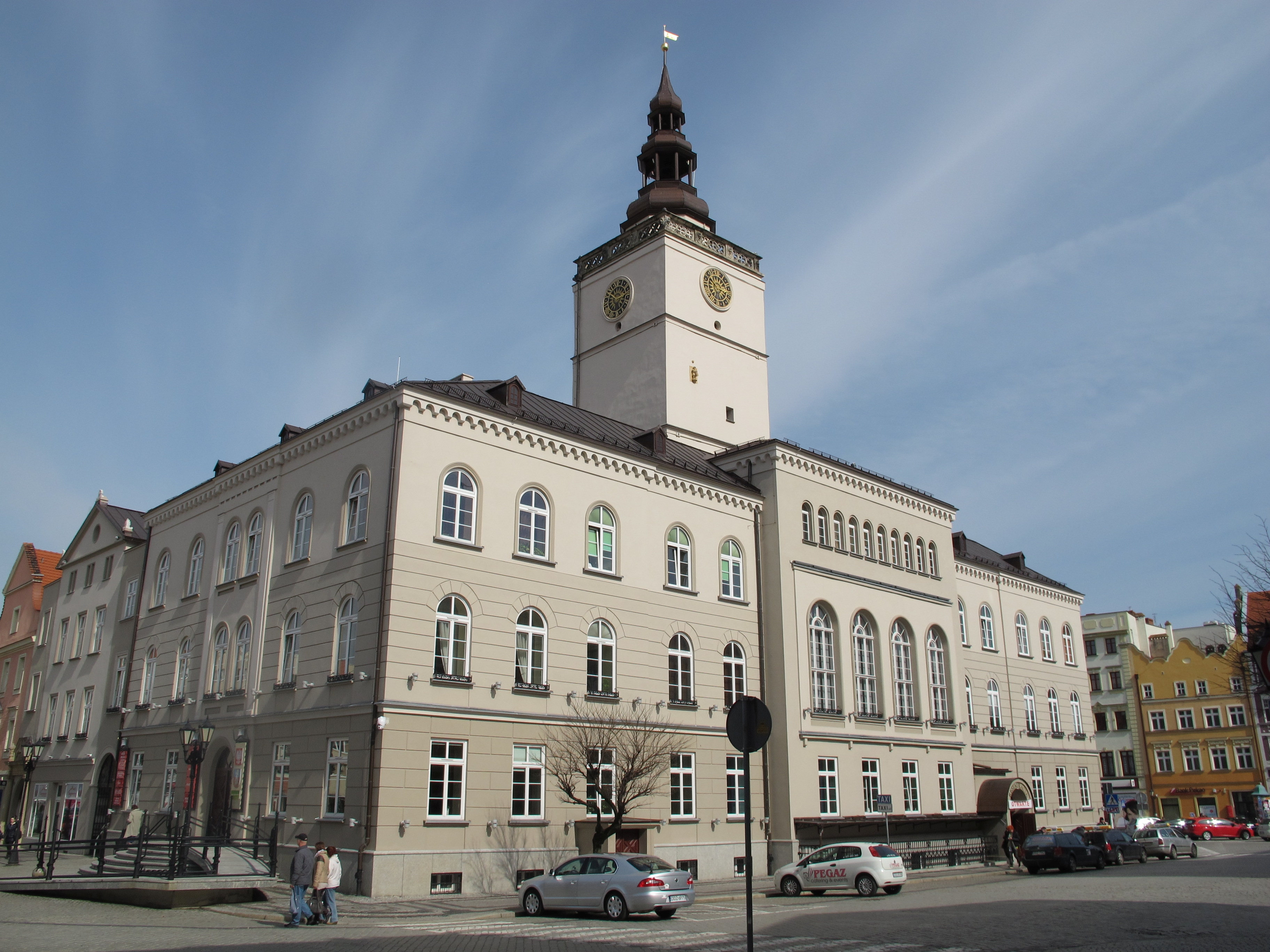
Mairie à Dzierżoniów

- Bischofsheim (Allemagne) depuis le 31 mars 1990
- Lanškroun (Tchéquie) depuis le 27 octobre 1999
- Alouchta (Ukraine) depuis le 11 décembre 2001
- Crewe and Nantwich (Royaume-Uni) depuis le 22 octobre 2005
- Serock (Pologne)

## Environs
- Arboretum de Wojsławice
- Château de Gola Dzierżoniowska
- Niemcza
- Wrocław